# Calotte nordique

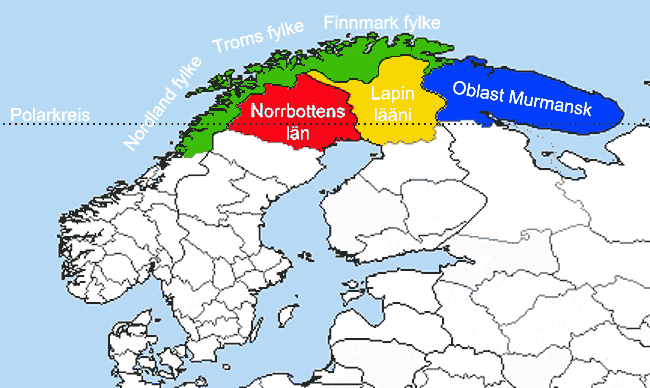
La calotte nord dans ses limites définies

La calotte nordique est la région la plus septentrionale de la Fennoscandie, qui comprend toutes les provinces de Norvège, Suède, Finlande et Russie situées au niveau ou au-dessus du cercle polaire arctique. 

## Géographie
La calotte nord couvre les provinces suivantes sur une superficie d'environ 400 000 km²:  
- en Norvège les comtés de Finnmark, Nordland et de Troms
- en Suède le comté de Norrbotten
- en Finlande la région de Laponie
- en Russie l'oblast de Mourmansk

La calotte nordique représente environ un tiers de la superficie de la Finlande, la Norvège et la Suède, mais ne compte qu'environ 5 pour cent de leur population. À partir de 1917, et la fermeture de la frontière avec l'Union soviétique, les territoires russes ont souvent été exclus de la zone délimitant la calotte. 
La zone est plutôt plate. Les montagnes dépassant les 2000 mètres se trouvent toutes  à l'Ouest. La dérive nord atlantique alimentée par le Gulf stream réchauffe le climat le long de la côte. Il est ainsi possible de naviguer par toutes les saisons, expliquant la présence de la Flotte du Nord près de Mourmansk.
La région est riche en ressources naturelles de la région, comme le minerai de fer, le poisson et le bois. Aujourd'hui, la région a des difficultés à maintenir sa compétitivité en dépit de la croissance de l'éco-tourisme.

## Histoire
Pendant longtemps, la zone de la calotte nord actuelle était sans frontières fixes, de sorte que les habitants se déplaçaient librement. La principale population autochtone étaient les nomades samis vivant de la pêche, chasse et de l'élevage, tandis que des Scandinaves et des Pomors colonisaient la région. 
En raison de la délimitation peu claire des frontières, il était fréquent que les samis doivent payer plusieurs tribus par les différents occupants.
L'attrait fiscal de la région a engendré des revendications territorriales et des conflits armés entre les Russes de la République de Novgorod, les Caréliens et les royaumes scandinaves. En 1251 est signé le premier traité entre le roi de Norvège et la République de Novgorod. Il ne définit pas de frontière territoriale mais répartit des droits à exiger un tribut des samis. Dès 1271 recommencent des décennies d'escarmouches.
Le traité de Nöteborg délimite en 1323 une frontière entre la Suède et la Republique de Novgorod, suivi du traité de Novgorod délimitant aussi une frontière entre la république et la Norvège. Cette dernière abandonne alors ses revendications sur la péninsule de Kola. 
En 1595, une nouvelle frontière est tracée entre la Suède-Finlande et la Russie, puis la frontière est fixée entre la Suède et le Danemark-Norvège en 1751. Après la cession de la Finlande à la Russie en 1809, la frontière entre la Norvège et la Finlande est de nouveau définie en 1826. 
Bien que le traité de 1751 garantissait aux éleveurs samis le droit de franchir les frontières avec leurs troupeaux, la Finlande décide en 1852 de fermer sa frontière avec la Norvège, empêchant ainsi les samis norvégiens d'accéder aux pâtures d'hiver. Ceux-ci migrent alors en Suède, d'où ils peuvent de nouveau déplacer leurs troupeaux librement, jusqu'en 1889 lorsque la Finlande ferme aussi sa frontière avec la Suède. 
Le codicille Lapon annexé au traité de dissolution de la Suède-Norvège réaffirme le droit des samis à franchir cette frontière avec leurs troupeaux. Le premier traité d'une longue série sur le droit de pâturage des rennes est signé en 1919 entre la Finlande, la Norvège et la Suède.  
D'importantes batailles de la Seconde Guerre mondiale comme l'Offensive Petsamo-Kirkenes ou la Guerre de Laponie s'y sont déroulées.  
À partir des années 1950, la coopération s'intensifie entre les pays nordiques. L'Union des passeports est en vigueur depuis 1958. En 1971, le Conseil nordique des ministres crée un comité pour la calotte nordique avec des représentants de la Suède, de la Finlande et de la Norvège, et en 1993 est instaurée la Coopération de Barents qui réunit les cinq pays nordiques, la Russie et la Commission européenne.

## Délimitation de la Laponie ou Sápmi

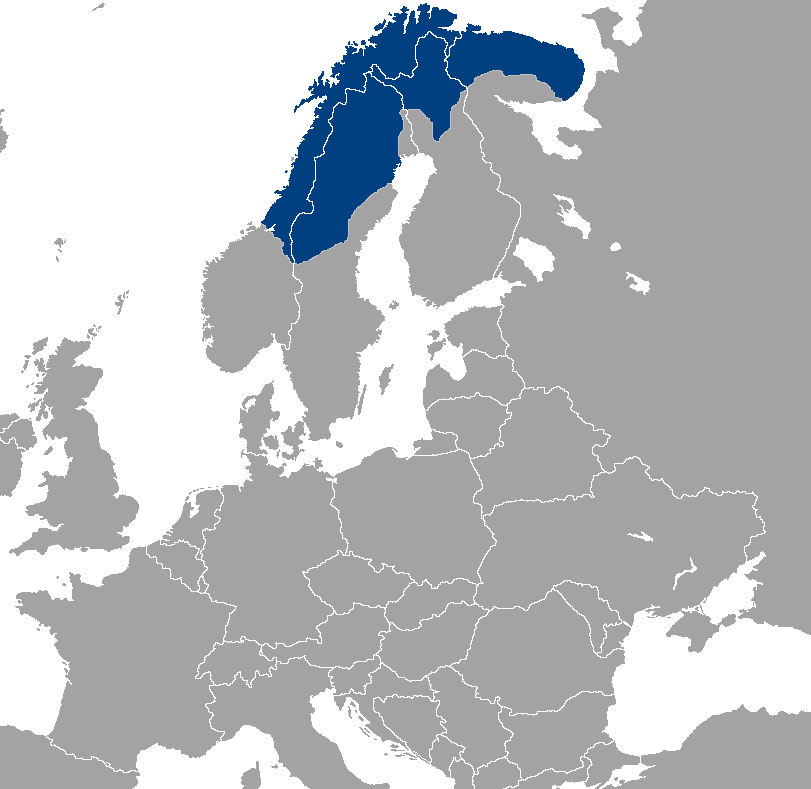
Zone de peuplement samie

Au sens restreint, la Laponie désigne uniquement la province suédoise historique, et la région la plus septentrionale de la Finlande, deux subdivisions administratives de la calotte nordique. 
De manière plus courante, la Laponie ou Sápmi comprend la zone de peuplement des Samis, qui ne coincide pas exactement avec la calotte nordique. Les Samis sont en effet un peuple itinérant qui a subi de nombreuses déportations au cours des siècles. Ils vivent désormais sur une aire s'étendant de la péninsule de Kola en Russie à Idre dans la province suédoise de Dalarna et Engerdal dans le comté norvégien d'Innlandet.    